# Colectiva Xalapeñas Ilustres
Xalapeñas Ilustres es un movimiento que surgió en Xalapa en el 2023, liderado por Wendy López con el objetivo de visibilizar la participación de las mujeres de Veracruz en las artes, la cultura, la sociedad y en la educación, a través de intervenir la nomenclatura y renombrar las calles de la capital veracruzana.

## Historia
La campaña de Xalapeñas Ilustres surgió a partir de la inquietud de Wendy López, sobre la invisibilización de las mujeres en distintos ámbitos, pero también para nombrar a las mujeres desaparecidas, víctimas de feminicidio y violencia machista que existe en el estado:
Siempre hemos estado ocultas a través de la historia, el chiste es visibilizarnos, nombrarnos, saber que somos parte de esta ciudad, que Xalapa es nuestra y empezar a nombrarnos y empezar a nombrarnos empieza con en pesar a nombrarnos con ‘a’, declaro la artista. 
Con estas acciones, se pretende no sólo modificar los nombres de las calles, sino también llamar la atención sobre la ausencia de reconocimiento público hacia las mujeres en la nomenclatura urbana y evidenciar que, en México solo el 1% de calles llevan el nombre de una mujer.

## Intervenciones
La primera placa que se colocó fue la de Xalapeñas Ilustres, ubicada en el centro de la ciudad y renombrada a partir de la calle Xalapeños Ilustres. Sin embargo, al poco tiempo de ser colocada, esta placa se retiró con el argumento de que se había instalado en un edificio histórico. No obstante, el ayuntamiento la re-instaló y se comprometió a incentivar la participación y reconocimiento de las mujeres en la historia del estado.
Posteriormente, se instalaron ya con el permiso de las autoridades, la placa de Maestras Veracruzanas en alusión a la avenida Maestros Veracruzanos, así como también Insurgentas, inspirada en la calle Insurgentes, también en le centro de la ciudad.
Además, la iniciativa ha contado con la participación de mujeres que, a través de sus aportes en ilustración digital, escritura, investigación, fotografía, dibujo y pintura, han ilustrado estas placas. Mientras que entre algunas de las homenajeadas se encuentran Concepción Quirós Pérez, Digna Ochoa, María del Carmen Cortés y Santa Anna, María Enriqueta Camarillo y Gladys Villegas, entre otras.